# Anneke Barger
Anneke Barger (1939, Heukelum, Països Baixos) és una artista neerlandesa
La dansa expressiva és un element clau de l'art de la performance d'Anneke Barger, que sovint apareix nua en les seves intervencions per tal de simbolitzar un estadi primigeni que permet la transformació dels sentiments; i, per a Barger, els sentiments són energies que expressen idees. Per tant, actuar nua no és una gosadia o una provocació, sinó una simple necessitat. En l'art de la performance de la dècada de 1970, les artistes feministes utilitzaven el seu cos nu com una forma de crítica social. En la seva performance nets (xarxes, 1980), l'artista es mou sense roba per un laberint fet de xarxes, que va palpant i embolicant-s'hi i, de mica en mica, s'hi queda entortolligada i després intenta alliberar-se’n amb moviments enèrgics. Una altra de les seves performances, you and me (tu i jo) va tenir lloc a Copenhaguen, durant la segona conferència mundial de la Dècada de les Nacions Unides per a la Dona: descalça, amb un vestit llarg fins als turmells i un mocador que li cobreix el cap, Barger subjecta una corda que, en un extrem, s'entortolliga al voltant del seu cos mentre que, en l'altre, està lligada a una nina de drap que Barger va arrossegant, tot i que intenta alliberar-se’n sense sortir-se’n. Per a Barger, aquesta performance és també una reflexió sobre el seu paper com a mare i com a artista.